# جيسي ويلكوكس سميث
جيسي ويلكوكس سميث (6 سبتمبر 1863–3 مايو 1935) (بالإنجليزية: Jessie Willcox Smith)‏ هي رسامة توضيحية أمريكية ولدت في فيلادلفيا وتوفيت فيها، اشتهرت خلال العصر الذهبي الأمريكي في فن التوضيح. وكانت تعتبر واحدة من أعظم الرسامين.

## النشأة
ولدت جيسي سميث في ماونت أيري بالقرب من فيلادلفيا، بنسيلفانيا. وكانت الفتاة الصغرى لتشارلز هنري سميث وكاثرين ديويت ويلكوكس سميث. درست جيسي في مدرسة ابتدائية خاصة. وفي السادسة عشرة من عمرها أرسلت إلى سينسيناتي في أوهايو لتعيش مع أبناء عمومتها وتكمل تعليمها. تدربت لكي تكون معلمة تدرِّس في رياض الأطفال في عام 1883، غير أنها وجدت أن المطالب المادية للعمل مع الأطفال كانت شاقة جدا بالنسبة لها. بسبب مشاكل في الظهر، كان لديها صعوبة في الانحناء. واقتناعا منها بحضور أحد فصول صديقتها أو ابن عمها، أدركت سميث أن لديها موهبة في الرسم.

## أسلوبها الفني
تغير أسلوب سميث بشكل كبير خلال حياتها. في بداية حياتها المهنية استخدمت الحدود المظلمة لتصميم الأشياء ذات الألوان الزاهية والأشخاص بأسلوب خاص. وفي أعمالها اللاحقة خففت الخطوط والألوان حتى اختفت تقريبا. عملت سميث في الوسائط المختلطة: كالألوان المائية، والباستيل، والغواش، والفحم، كل ما شعرت أن أحد هذه العناصر يعطيها التأثير المنشود. تأثر استخدامها للألوان بالرسامين الانطباعيين الفرنسيين.
معظم أعمال سميث معنية بالأطفال والحب الأمومي. يقول العديد من المراجعين إن سميث كانت تحاول باستمرار إعادة إنشاء صورة الحب التي كانت في أمس الحاجة إليها وهي طفلة. فضلت سميث استخدام الأطفال الحقيقيين بدلاً من الأطفال الممثلين، لأنها وجدت أن الأطفال المحترفين لا يتمتعون بنفس الروح، أو الإرادة لاستكشاف، وكانت تدعو صديقاتها لزيارة ومشاهدة الأطفال وهم يلعبون، لاستخدامهم كمصدر إلهام لها.

## الموت والتراث
رغم أنها لم تكن أبدًا متحمسة للسفر، فقد وافقت سميث أخيرًا على القيام بجولة في أوروبا في عام 1933 مع إيزابيل كراودر. وخلال رحلتها، تدهورت صحتها. توفيت سميث بعد ذلك في غرفة نومها في منزلها في كوجشيل عام 1935 عن عمر يناهز 71 عامًا. في عام 1936 عقدت أكاديمية بنسلفانيا للفنون الجميلة معرضًا تذكاريًا بأثر رجعي لأعمالها.
أورثت سميث 14 عملاً أصلياً لمجموعة «خزانة التوضيح الأمريكية» التابعة لمكتبة الكونغرس لتوثيق العصر الذهبي للتوضيح (1880-1920). أوراق سميث مودعة في مجموعة من أرشيفات الفن الأمريكي بمعهد سميثسونيان.

## معرض صور

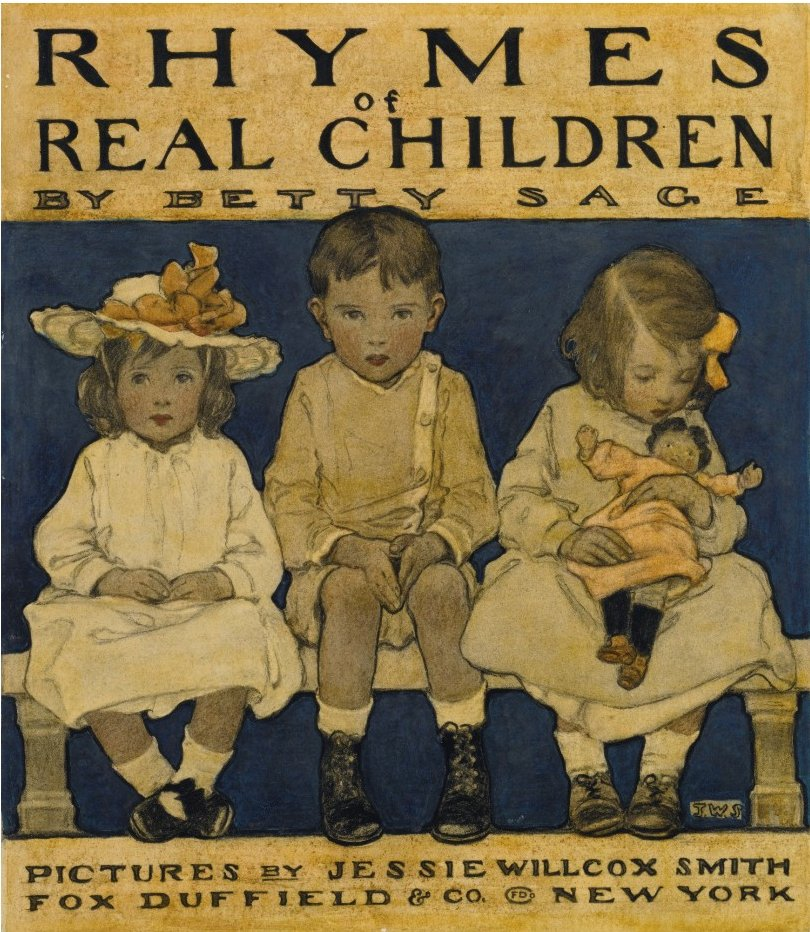
أغاني أطفال حقيقيين
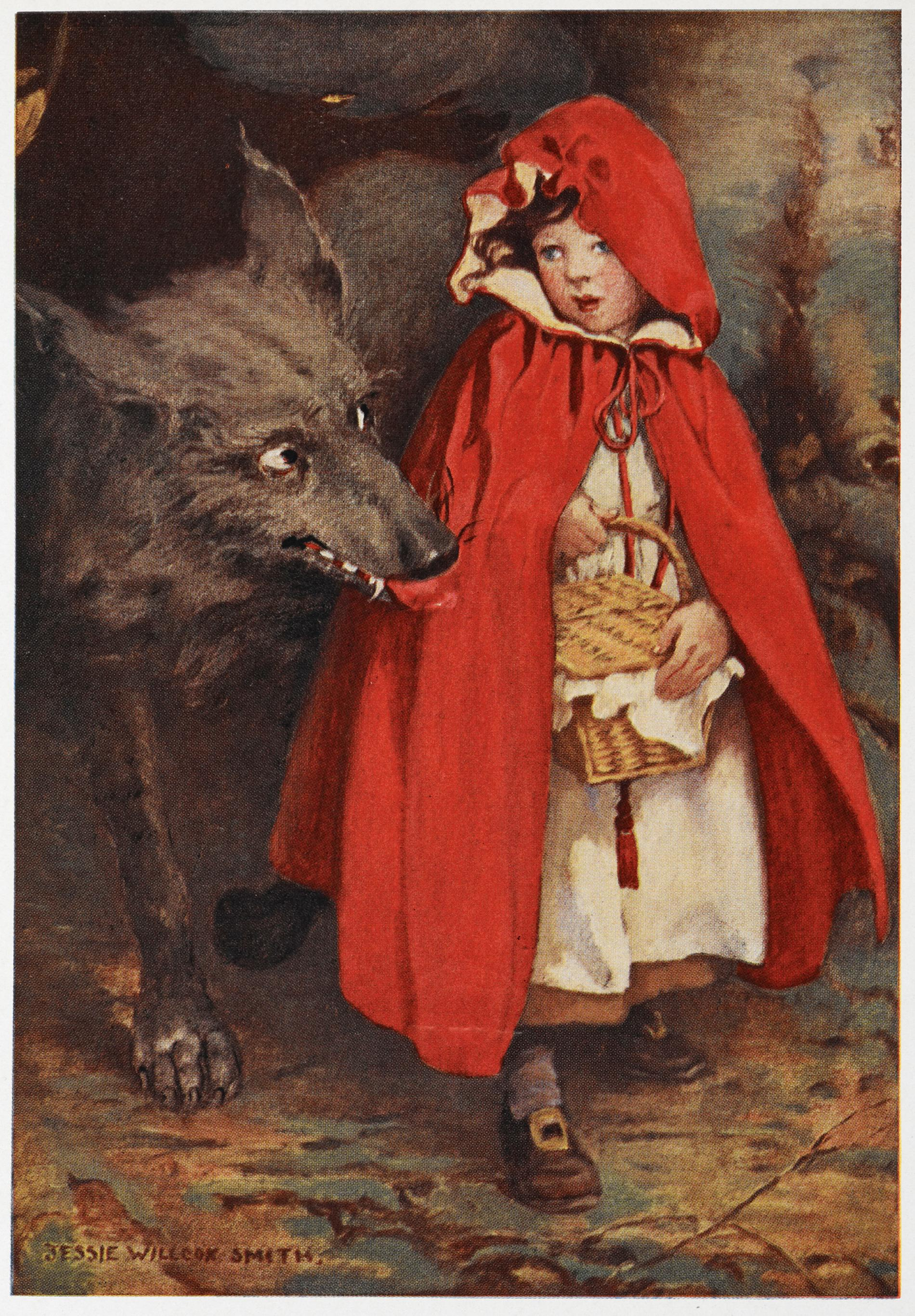
ذات الرداء الأحمر
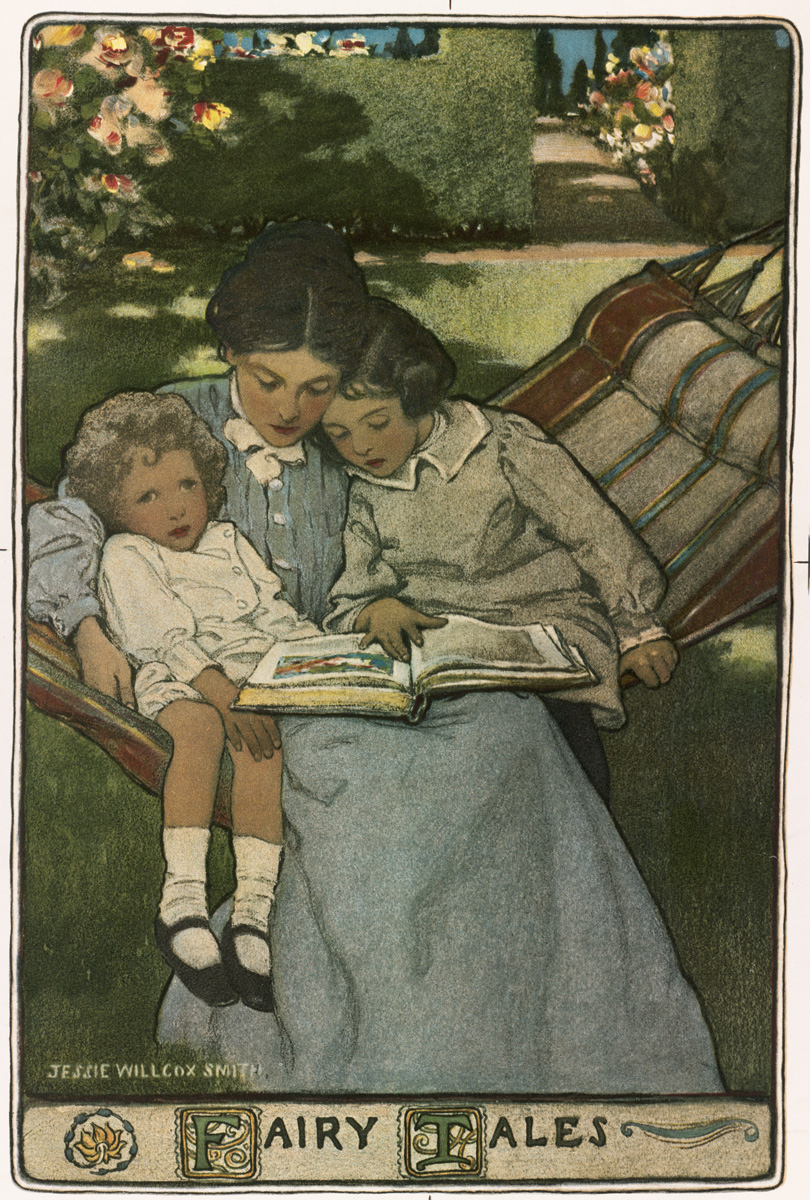
حكايات خرافية، المكتبة العامة في بوسطن
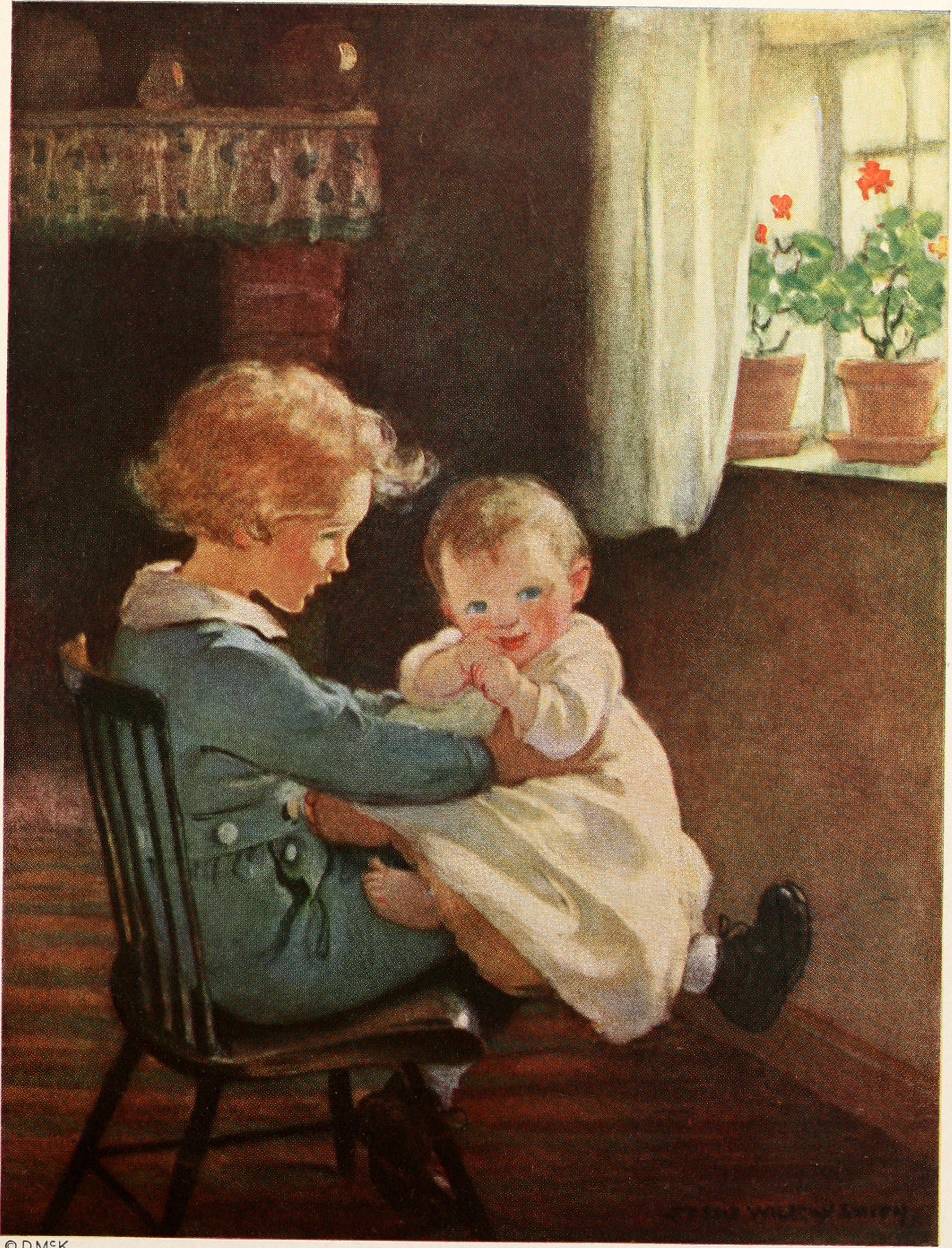
At the Back of the North Wind
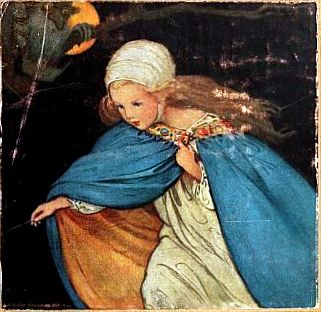
الأميرة والعفريت
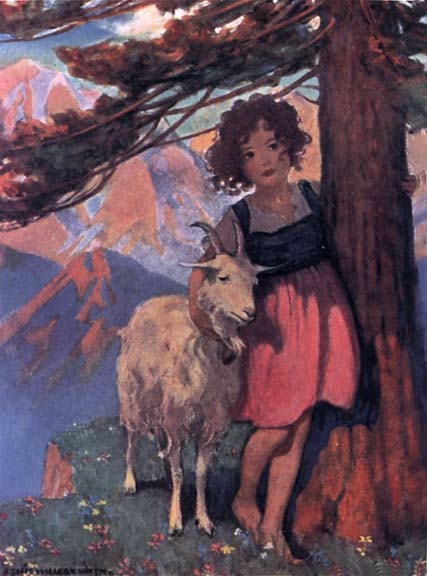
هايدي طبعة 1922

## روابط خارجية
- جيسي ويلكوكس سميث على موقع الموسوعة البريطانية (الإنجليزية)
- جيسي ويلكوكس سميث على موقع إن إن دي بي (الإنجليزية)